# Coupe d'Asie de l'Est de football 2005
Navigation
Japon 2003 Chine 2008
La Coupe d'Asie de l'Est de football 2005 est la deuxième édition de la compétition de football opposant les équipes des pays et territoires situés en Asie de l'Est. Elle est organisée par la Fédération de football d'Asie de l'Est (EAFF).
Les équipes nationales de Chine, de Corée du Sud et du Japon sont automatiquement qualifiées pour la phase finale grâce à leur participation en phase finale de la Coupe du monde 2002. Les équipes de Taïwan, de Hong Kong, de Mongolie, de Guam et la Corée du Nord doivent disputer un barrage de qualification. À noter que Macao est provisoirement suspendu par la FIFA pour ingérence du gouvernement dans la gestion de la Fédération.
La phase finale est disputée dans un championnat à quatre, chaque équipe affrontant une seule fois les trois autres. L'équipe qui a le plus de points au classement remporte le trophée. C'est la Chine qui remporte la compétition, devant le Japon et la Corée du Nord.

## Équipes participantes
- Entrent au tour préliminaire :
  -  Hong Kong
  -  Corée du Nord
  -  Mongolie
  -  Guam
  -  Taipei chinois (Pays organisateur)

- Entrent directement en phase finale :
  -  Corée du Sud (Pays organisateur)
  -  Japon
  -  Chine

## Tour préliminaire
Les 5 sélections disputant le tour préliminaire sont regroupées au sein d'une poule unique où chaque équipe rencontre une fois chacun de ses adversaires. 
|   | Équipe         | Pts | J | G | N | P | BP | BC | Diff |
| - | -------------- | --- | - | - | - | - | -- | -- | ---- |
| 1 | Corée du Nord  | 12  | 4 | 4 | 0 | 0 | 31 | 0  | +31  |
| 2 | Hong Kong      | 9   | 4 | 3 | 0 | 1 | 26 | 2  | +24  |
| 3 | Taipei chinois | 4   | 4 | 1 | 1 | 2 | 9  | 7  | +2   |
| 4 | Mongolie       | 4   | 4 | 1 | 1 | 2 | 4  | 13 | -9   |
| 5 | Guam           | 0   | 4 | 0 | 0 | 4 | 1  | 49 | -48  |

| 5 mars  | Taipei chinois | 9  | 0 | Guam           |
|         | Hong Kong      | 6  | 0 | Mongolie       |
| 7 mars  | Corée du Nord  | 6  | 0 | Mongolie       |
|         | Hong Kong      | 15 | 0 | Guam           |
| 9 mars  | Corée du Nord  | 2  | 0 | Taipei chinois |
|         | Mongolie       | 4  | 1 | Guam           |
| 11 mars | Hong Kong      | 5  | 0 | Taipei chinois |
|         | Corée du Nord  | 21 | 0 | Guam           |
| 13 mars | Corée du Nord  | 2  | 0 | Hong Kong      |
|         | Taipei chinois | 0  | 0 | Mongolie       |

## Phase finale
La Corée du Nord rejoint les 3 équipes qualifiées d'office pour la phase finale, le Japon, la Corée du Sud et la Chine, tenante du titre. Les 4 sélections sont regroupées au sein d'un groupe où chacun joue une fois contre tous ses adversaires. La phase finale est disputée en Corée du Sud.
Le pays tenant du titre est la Corée du Sud.
La 1ère journée est favorable à la Corée du Nord qui s'impose sur le Japon 1-0. La Chine et la Corée du Sud se neutralisent 1-1. La 2ème journée n'est composé que de matchs nuls : 2-2 entre la Chine et le Japon, et 0-0 entre la Corée du Nord et la Corée du Sud. La 3ème journée est décisive. Chaque pays peut remporter la Coupe. La Chine gagnera la Coupe en battant la Corée du Nord 2-0. Le Japon ne peut pas gagner mais prend la 2ème place en battant la Corée du Sud. La Corée du Sud, tenante du titre, est 4ème. La Corée du Nord est 3ème, le Japon 2ème et la Chine 1ère.
|   | Équipe        | Pts | J | G | N | P | BP | BC | Diff |
| - | ------------- | --- | - | - | - | - | -- | -- | ---- |
| 1 | Chine         | 5   | 3 | 1 | 2 | 0 | 5  | 3  | +2   |
| 2 | Japon         | 4   | 3 | 1 | 1 | 1 | 3  | 3  | 0    |
| 3 | Corée du Nord | 4   | 3 | 1 | 1 | 1 | 1  | 2  | -1   |
| 4 | Corée du Sud  | 2   | 3 | 0 | 2 | 1 | 1  | 2  | -1   |

| 31 juillet | Chine         | 1 | 1 | Corée du Sud  |
|            | Corée du Nord | 1 | 0 | Japon         |
| 3 août     | Chine         | 2 | 2 | Japon         |
| 4 août     | Corée du Nord | 0 | 0 | Corée du Sud  |
| 7 août     | Japon         | 1 | 0 | Corée du Sud  |
|            | Chine         | 2 | 0 | Corée du Nord |

| 31 juillet 2005 | Chine         | 1 - 1 | Corée du Sud    | Daejeon World Cup Stadium, Daejeon                |                                                   |
| 17:00           | Sun Xiang 52e |       | Kim Jin-kyu 73e | Spectateurs : 25 374 Arbitrage : Yuichi Nichimura | Spectateurs : 25 374 Arbitrage : Yuichi Nichimura |
| 17:00           | (Rapport)     |       |                 | Spectateurs : 25 374 Arbitrage : Yuichi Nichimura | Spectateurs : 25 374 Arbitrage : Yuichi Nichimura |

| 31 juillet 2005 | Corée du Nord    | 1 - 0 | Japon | Daejeon World Cup Stadium, Daejeon       |                                          |
| 19:30           | Kim Yong-jun 27e |       |       | Spectateurs : 23 150 Arbitrage : Tan Hai | Spectateurs : 23 150 Arbitrage : Tan Hai |
| 19:30           | (Rapport)        |       |       | Spectateurs : 23 150 Arbitrage : Tan Hai | Spectateurs : 23 150 Arbitrage : Tan Hai |

| 3 août 2005 | Chine                            | 2 - 2 | Japon                   | Daejeon World Cup Stadium, Daejeon                |                                                   |
| 20:20       | Li Jinyu 37e · Zhang Yonghai 43e |       | Moniwa 59e · Tanaka 87e | Spectateurs : 1 827 Arbitrage : Kim Dong-jin (en) | Spectateurs : 1 827 Arbitrage : Kim Dong-jin (en) |
| 20:20       | (Rapport)                        |       |                         | Spectateurs : 1 827 Arbitrage : Kim Dong-jin (en) | Spectateurs : 1 827 Arbitrage : Kim Dong-jin (en) |

| 4 août 2005                       | Corée du Nord | 0 - 0 | Corée du Sud | Jeonju World Cup Stadium, Jeonju                   |                                                    |
| 20:00 · Historique des rencontres |               |       |              | Spectateurs : 27 455 Arbitrage : Ghahremani Mohsen | Spectateurs : 27 455 Arbitrage : Ghahremani Mohsen |
| 20:00 · Historique des rencontres | (Rapport)     |       |              | Spectateurs : 27 455 Arbitrage : Ghahremani Mohsen | Spectateurs : 27 455 Arbitrage : Ghahremani Mohsen |

| 7 août 2005 | Chine                    | 2 - 0 | Corée du Nord | Daegu World Cup Stadium, Daegu                     |                                                    |
| 17:15       | Li Yan 13e · Xie Hui 65e |       |               | Spectateurs : 20 000 Arbitrage : Kim Dong-jin (en) | Spectateurs : 20 000 Arbitrage : Kim Dong-jin (en) |
| 17:15       | (Rapport)                |       |               | Spectateurs : 20 000 Arbitrage : Kim Dong-jin (en) | Spectateurs : 20 000 Arbitrage : Kim Dong-jin (en) |

| 7 août 2005 | Japon        | 1 - 0 | Corée du Sud | Daegu World Cup Stadium, Daegu           |                                          |
| 20:00       | Nakazawa 86e |       |              | Spectateurs : 42 753 Arbitrage : Tan Hai | Spectateurs : 42 753 Arbitrage : Tan Hai |
| 20:00       | (Rapport)    |       |              | Spectateurs : 42 753 Arbitrage : Tan Hai | Spectateurs : 42 753 Arbitrage : Tan Hai |

| Coupe d'Asie de l'Est 2005 Vainqueur Chine Premier titre |